# Pipeline
För andra betydelser, se Pipeline (olika betydelser).

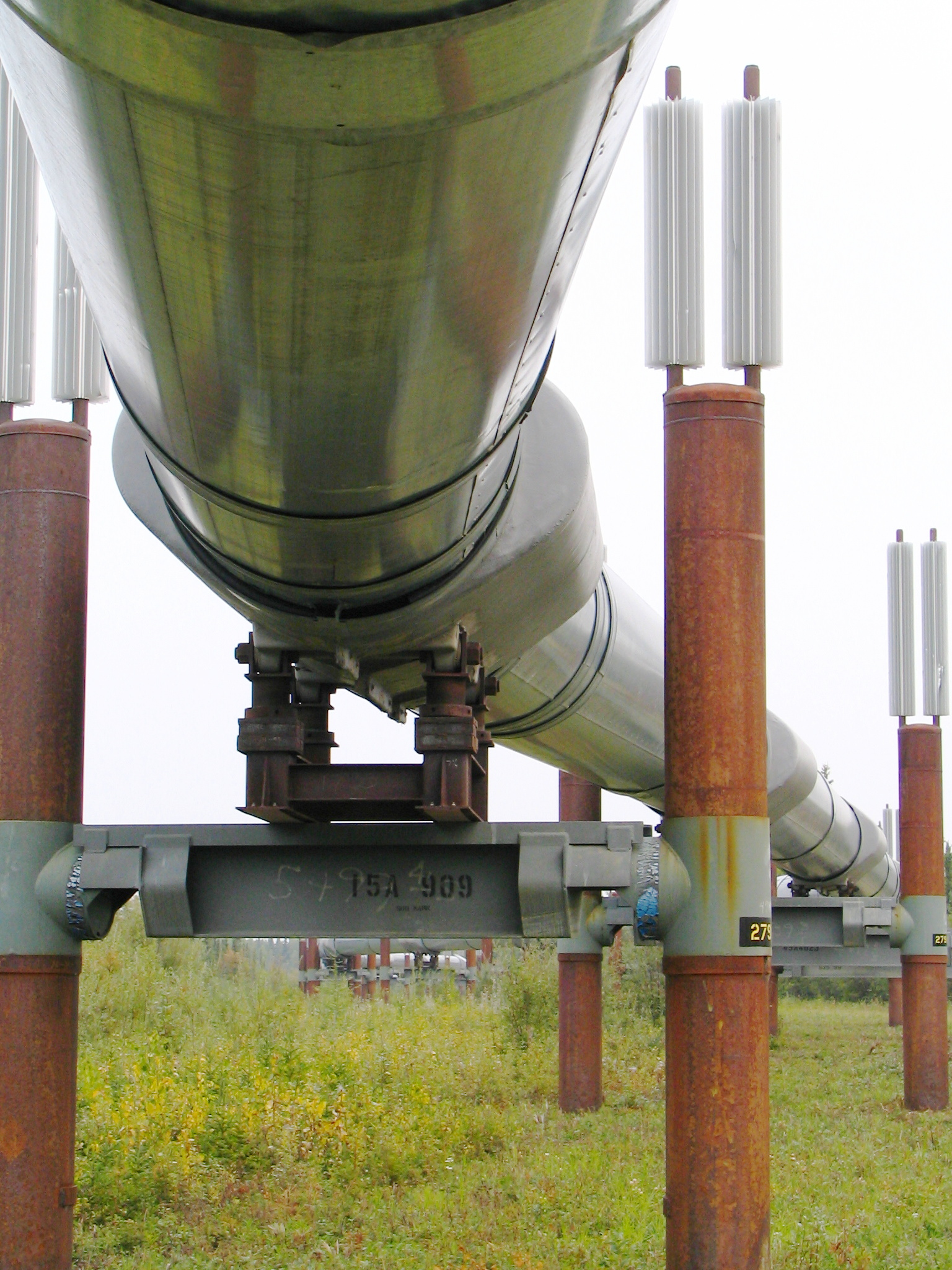
En pipeline i Alaska

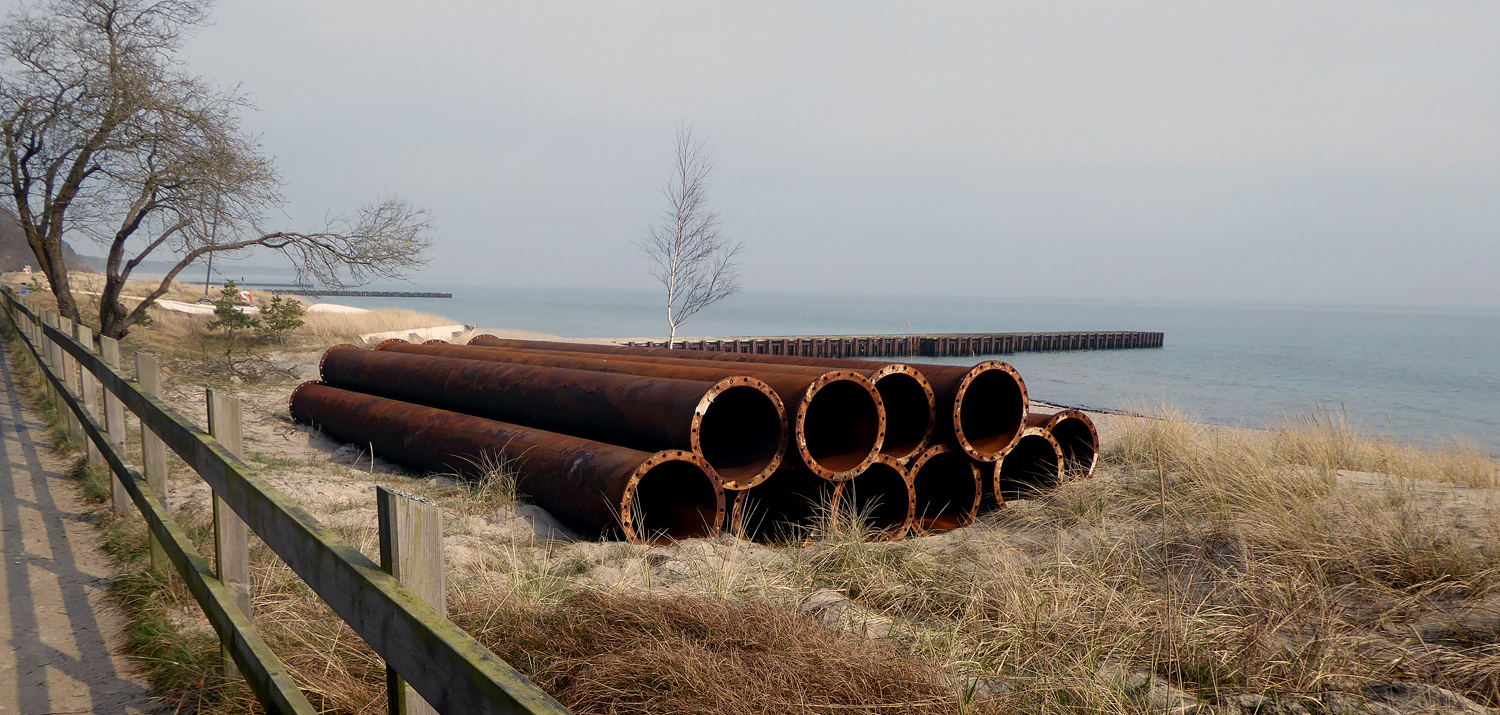
Rör till en pipeline vid Ystad Saltsjöbad, för användning till sandfodring/strandfodring

En pipeline (ord av engelskt ursprung, uttalas ['pajplajn']) är en rörledning för vätskor eller gaser. Pipelines används bland annat för att transportera petroleum långa sträckor. De används också för att transportera råolja, olika gaser (naturgas), malmslig eller vatten till raffinaderier eller utskeppningshamnar (se gasledning).
Alternativa ord, som oljeledning (för transport av råolja) och naturgasledning (för transport av naturgas), förekommer också i svenskan.